# 태상황제
태상황제(太上皇帝)는 동아시아에서 사용된 칭호로 이론상 제국의 군주인 황제의 아버지를 뜻한다. 줄여서 태상황(太上皇) 또는 상황(上皇)이라 불리기도 한다. 그러나 굳이 황제의 아버지에게만 올리지 않았으며 아버지를 제외한 살아있는 선황이 있으면 모두 이 칭호를 받았다.

## 대표적 태상황

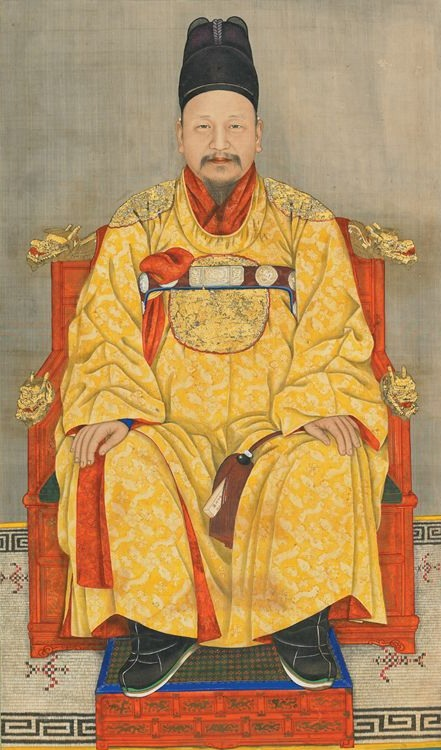
광무태황제

### 대한제국
- 광무태황제

### 리 왕조
- 숭현후
- 리 혜종

### 쩐 왕조
- 쩐투어
- 쩐 태종

### 진나라
- 진 장양왕

### 한나라
- 유태공

### 당나라
- 당 고조

### 원나라
- 툴루이(추존)

### 청나라
- 건륭제

### 일본야마토 왕권
- 스이코 천황

## 같이 보기
- 태상천왕
- 태상왕
- 무상가한
- 태상천황